# Cenógrafo
Cenógrafo é o profissional que cria, conceitua, projeta e coordena a construção do cenário de teatro, show, teledramaturgia, eventos e entretenimento em geral. Ele supervisiona a realização e montagem de todos os espaços necessários à cena, incluindo a programação. Aquele que idealiza o espaço cênico. Cria, desenha, acompanha e orienta a montagem do projeto cenográfico. Resumindo, é quem prepara os figurinos certos para um espetáculo.

## Cenógrafos portugueses
- João Mendes Ribeiro
- José Manuel Costa Reis
- Gabriel Grilo